# Voie verte des Hauts de Tardoire
La voie verte des Hauts de Tardoire, située dans les monts de Châlus, est une voie bitumée ouverte à la promenade à pied, à vélo, roller ou trottinette qui relie Châlus à Oradour-sur-Vayres, via Champsac et Champagnac-la-Rivière.

## Description générale

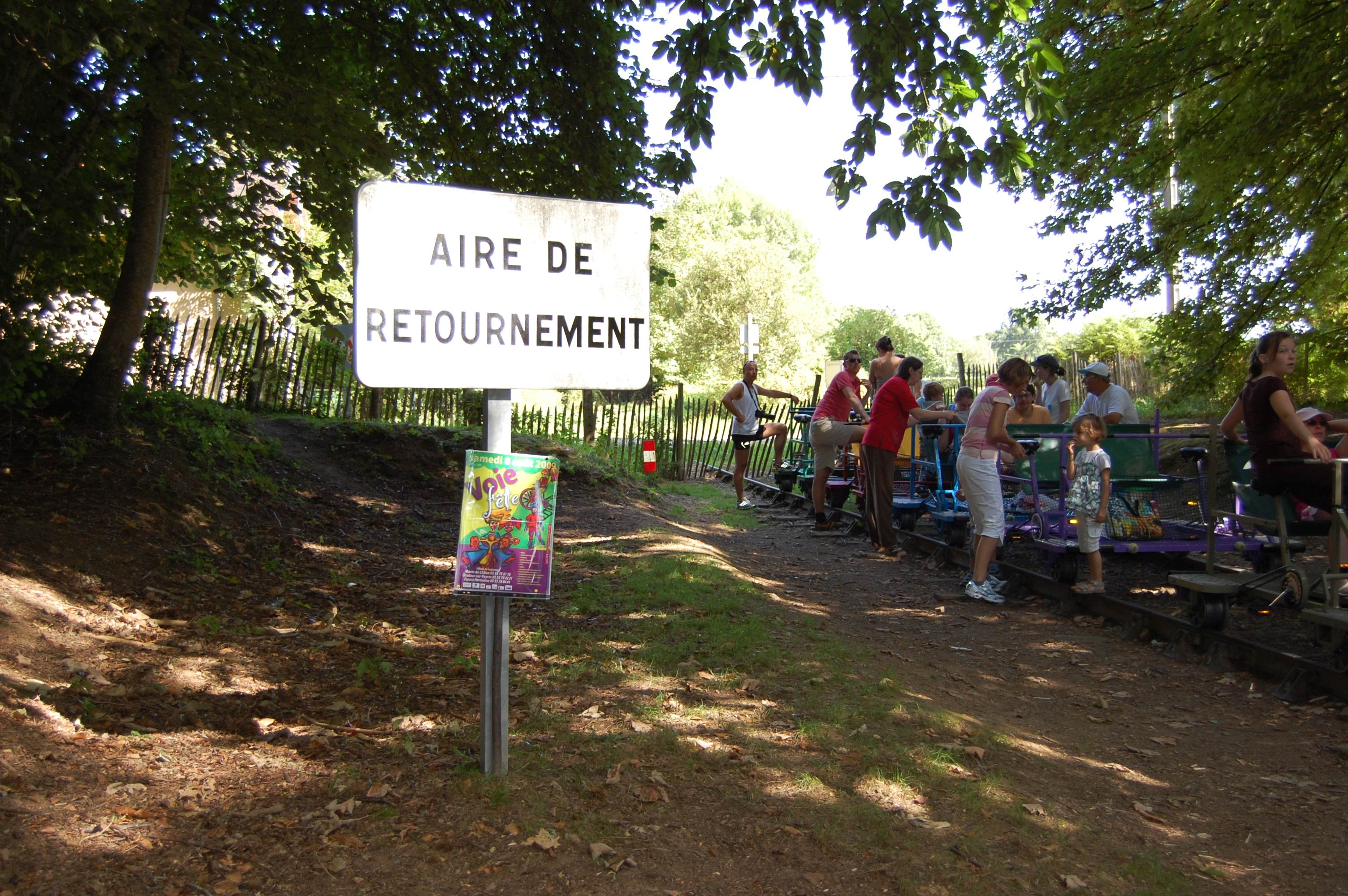
le vélorail à son aire de retournement de Châlus

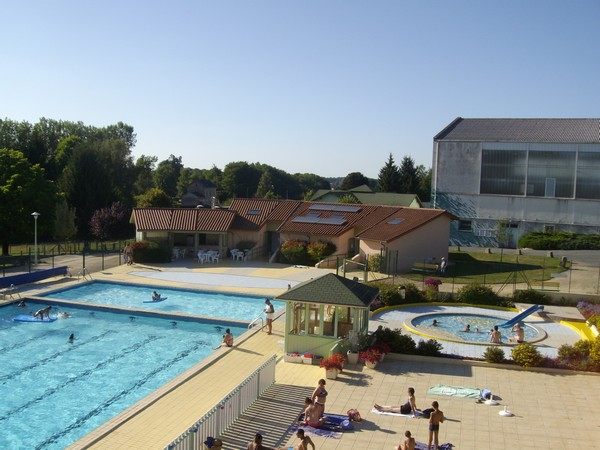
vue de la piscine de Châlus, avec, au fond, l’ancienne gare, point de départ de la voie Verte

La voie Verte est aménagée sur un tronçon de l’ancienne voie ferrée de la ligne de Saillat-sur-Vienne à Bussière-Galant, entre Châlus et Oradour (PK 470,629 à 491,624), tronçon déclassé depuis le 10 avril 1996.
La première partie de cette ancienne voie de chemin de fer est occupée par un vélorail de Bussière-Galant à Châlus. La seconde partie de l'ancienne voie de chemin de fer, de Châlus à Oradour, constitue la voie Verte des Hauts de Tardoire.
Cheminant dans une nature préservée où randonneurs pédestres, cyclistes, rollers et personnes à mobilité réduite peuvent se promener sur un site agréable et sécurisé, cette voie verte a une longueur totale de treize kilomètres.
Elle ne comporte aucun tunnel, mais passe sur plusieurs ouvrages d’art, dont les trois-ponts à la sortie de Châlus.

## Accès
L’entrée sur la voie verte se fait à Châlus, dans l'ancienne gare SNCF, elle-même positionnée à proximité immédiate de la piscine, qui, étant de plein air, n’est ouverte qu’en juillet et août. Des tables de pique-nique sont mises à la disposition des promeneurs. Des animations de pleine nature et des  randonnées pédestres accompagnées, sont proposées toute l'année. En saison, il possible de louer des rollers, des vélos ou des vélos électriques au départ à Châlus.
La voie Verte passe alors au-dessus de la Tardoire, qui n’est encore qu’un gros ruisseau.

## Villes et villages traversés

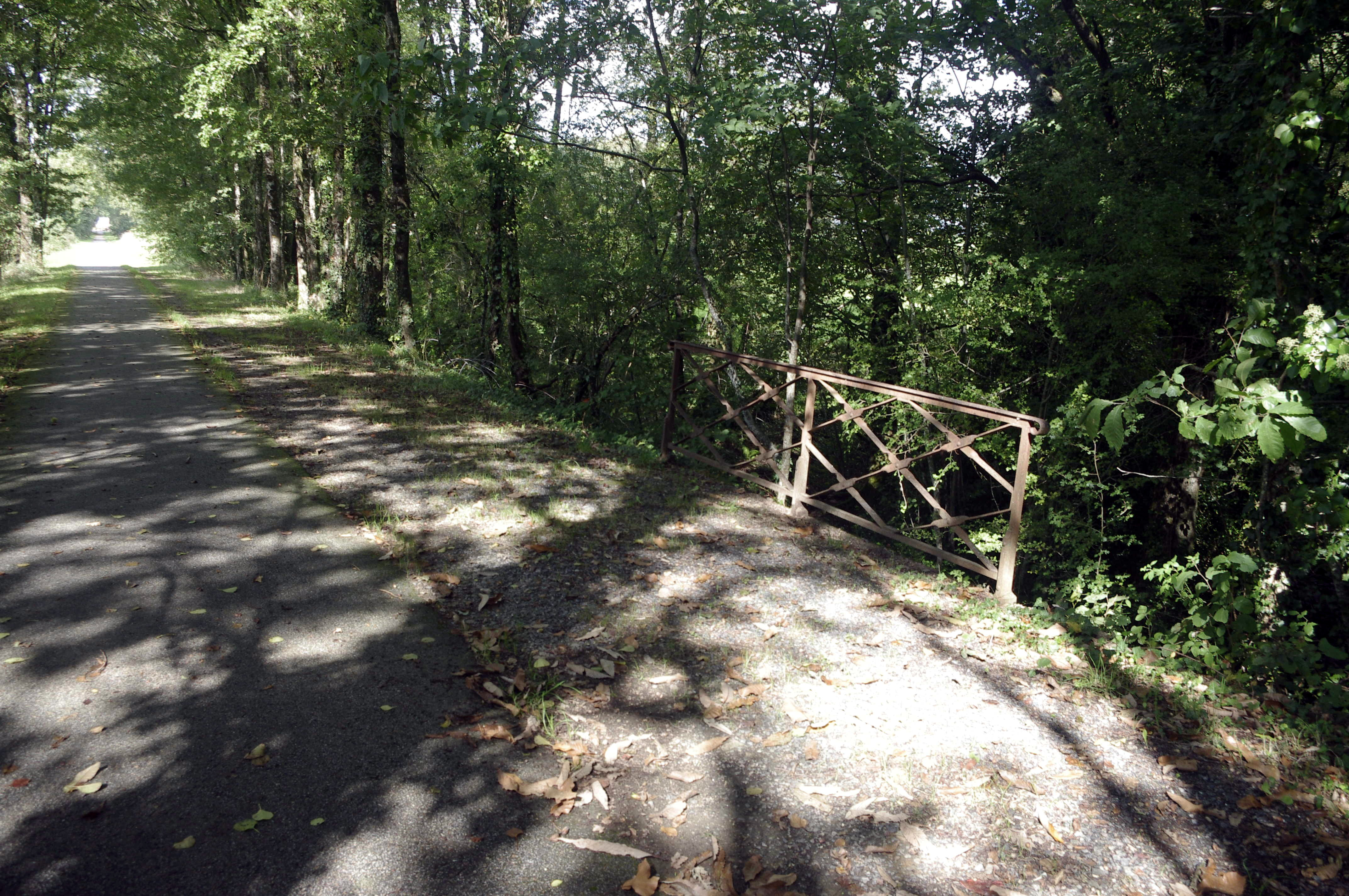
la voie verte à Champagnac-la-Rivière

La voie verte des Hauts de Tardoire, communément appelée « voie verte de Châlus », traverse les villes de Châlus, Champagnac-la-Rivière, Champsac et d'Oradour-sur-Vayres.
Elle passe à proximité de multiples villages limousins (appelé hameaux dans le nord de la France), dont le Châtaignier.

## Spécificité
La voie Verte des Hauts de Tardoire est la seule Voie verte à proposer une balade Nature audio.
La balade Nature audio suppose le téléchargement préalable de fichiers MP3 sur le site de la communauté des monts de Châlus .
Vous y trouverez les informations pour accéder au site, vous déplacer sur le site, connaître ce qui vous environne.
Sur le parcours des panneaux signalisent des étapes. À chacune d’elles un fichier MP3 est attribué. Son écoute permet de découvrir certains sites et d’avoir un regard particulier et éclairé sur la nature et l'environnement de la voie Verte.
Les commentaires enregistrés sur les fichiers MP3 sont actualisés régulièrement, en fonction des saisons et des évolutions naturelles.